# Tournoi féminin de basket-ball en fauteuil roulant aux Jeux paralympiques d'été de 2020
Cet article traite de l'épreuve féminine. Pour la compétition masculine, voir Tournoi masculin de basket-ball en fauteuil roulant aux Jeux paralympiques d'été de 2020.
Navigation
Rio 2016 Paris 2024
Le tournoi paralympique féminin 2020 de basket-ball en fauteuil roulant est l'épreuve féminine d'handibasket organisée par l'IWBF dans le cadre des Jeux paralympiques d'été de 2020 de Tokyo. La compétition a lieu au Japon entre août et septembre 2021. Les États-Unis remettent leur titre en jeu. C'est la quatorzième édition de ce tournoi pour les femmes aux Jeux paralympiques (au programme depuis 1968).
La Néerlandaise Bo Kramer, qui compile des moyennes de 22,5 points, 10,7 rebonds et 6,8 passes décisives, est désignée MVP.

## Qualifications
Les dix équipes se sont qualifiées comme suit :
| Compétition                     | Date                          | Lieu                         | Places | Qualifiés                                  |
| ------------------------------- | ----------------------------- | ---------------------------- | ------ | ------------------------------------------ |
| Pays organisateur               | 7 septembre 2013              | Buenos Aires, Argentine      | 1      | Japon                                      |
| Championnat d'Europe 2019       | 29 juin - 7 juillet 2019      | Rotterdam, Pays-Bas          | 4      | Pays-Bas Grande-Bretagne Allemagne Espagne |
| Jeux parapanaméricains de 2019  | 23 août-1er septembre 2019    | Lima, Pérou                  | 2      | Canada États-Unis                          |
| Championnat d'Asie-Océanie 2019 | 29 novembre - 7 décembre 2019 | Pattaya, Thaïlande           | 2      | Australie Chine                            |
| Championnat d'Afrique 2020      | 4-14 mars 2020                | Johannesburg, Afrique du Sud | 1      | Algérie                                    |
| Total                           |                               |                              | 10     |                                            |

## Tour préliminaire

### Groupe A
| Groupe A |                 |     |   |   |     |     |      |     |
|          | Équipe          | Pts | G | P | Pm  | Pe  | Diff | Dép |
| 1        | Allemagne       | 8   | 4 | 0 | 248 | 204 | +44  |     |
| 2        | Canada          | 7   | 3 | 1 | 267 | 185 | +82  |     |
| 3        | Japon           | 6   | 2 | 2 | 216 | 215 | +1   |     |
| 4        | Grande-Bretagne | 5   | 1 | 3 | 212 | 218 | -6   |     |
| 5        | Australie       | 4   | 0 | 4 | 180 | 301 | -121 |     |

| 25 août | Grande-Bretagne | 54 | 73 | Canada          |
| 25 août | Australie       | 47 | 73 | Japon           |
| 26 août | Allemagne       | 77 | 58 | Australie       |
| 26 août | Japon           | 54 | 48 | Grande-Bretagne |
| 27 août | Canada          | 61 | 35 | Japon           |
| 27 août | Grande-Bretagne | 35 | 53 | Allemagne       |
| 28 août | Allemagne       | 59 | 57 | Canada          |
| 28 août | Australie       | 38 | 75 | Grande-Bretagne |
| 29 août | Japon           | 54 | 59 | Allemagne       |
| 29 août | Canada          | 76 | 37 | Australie       |

### Groupe B
| Groupe B |            |     |   |   |     |     |      |     |
|          | Équipe     | Pts | G | P | Pm  | Pe  | Diff | Dép |
| 1        | Chine      | 8   | 4 | 0 | 207 | 133 | +74  |     |
| 2        | Pays-Bas   | 7   | 3 | 1 | 278 | 145 | +133 |     |
| 3        | États-Unis | 6   | 2 | 2 | 229 | 165 | +64  |     |
| 4        | Espagne    | 5   | 1 | 3 | 167 | 185 | -18  |     |
| 5        | Algérie    | 4   | 0 | 4 | 72  | 325 | -253 |     |

| 25 août | Algérie    | 25  | 74 | Chine      |
| 25 août | Pays-Bas   | 68  | 58 | États-Unis |
| 26 août | États-Unis | 68  | 34 | Espagne    |
| 26 août | Chine      | 45  | 38 | Pays-Bas   |
| 27 août | Pays-Bas   | 109 | 18 | Algérie    |
| 27 août | Espagne    | 29  | 46 | Chine      |
| 28 août | États-Unis | 41  | 42 | Chine      |
| 28 août | Algérie    | 8   | 80 | Espagne    |
| 29 août | Espagne    | 24  | 63 | Pays-Bas   |
| 29 août | Algérie    | 21  | 62 | États-Unis |

## Tour final
Les quatre premières équipes des poules A et B sont qualifiées pour les quarts de finale et jouent le titre paralympique.

### Tableau principal
|  | Quarts de finale | Quarts de finale | Quarts de finale | Quarts de finale |            |            | Demi-finales | Demi-finales | Demi-finales                  | Demi-finales                  |                               |                               | Finale      | Finale      | Finale      | Finale      |
|  |                  |                  |                  |                  |            |            |              |              |                               |                               |                               |                               |             |             |             |             |
|  | 31 août          | 31 août          | 31 août          | 31 août          |            |            | 2 septembre  | 2 septembre  | 2 septembre                   | 2 septembre                   |                               |                               | 4 septembre | 4 septembre | 4 septembre | 4 septembre |
|  | 31 août          | 31 août          | 31 août          | 31 août          |            |            | 2 septembre  | 2 septembre  | 2 septembre                   | 2 septembre                   |                               |                               | 4 septembre | 4 septembre | 4 septembre | 4 septembre |
|  | A1               | Allemagne        | 57               | 57               |            |            | 2 septembre  | 2 septembre  | 2 septembre                   | 2 septembre                   |                               |                               | 4 septembre | 4 septembre | 4 septembre | 4 septembre |
|  | A1               | Allemagne        | 57               | 57               |            |            | 2 septembre  | 2 septembre  | 2 septembre                   | 2 septembre                   |                               |                               | 4 septembre | 4 septembre | 4 septembre | 4 septembre |
|  | B4               | Espagne          | 33               | 33               |            |            | 2 septembre  | 2 septembre  | 2 septembre                   | 2 septembre                   |                               |                               | 4 septembre | 4 septembre | 4 septembre | 4 septembre |
|  | B4               | Espagne          | 33               | 33               | Allemagne  | Allemagne  | 42           | 42           |                               |                               |                               |                               | 4 septembre | 4 septembre | 4 septembre | 4 septembre |
|  | 31 août          |                  |                  |                  | Allemagne  | Allemagne  | 42           | 42           |                               |                               |                               |                               | 4 septembre | 4 septembre | 4 septembre | 4 septembre |
|  |                  |                  | Pays-Bas         | Pays-Bas         | 52         | 52         |              |              |                               |                               |                               |                               | 4 septembre | 4 septembre | 4 septembre | 4 septembre |
|  | B2               | Pays-Bas         | Pays-Bas         | Pays-Bas         | 52         | 52         | 82           | 82           |                               |                               |                               |                               | 4 septembre | 4 septembre | 4 septembre | 4 septembre |
|  | B2               | Pays-Bas         | 2 septembre      |                  |            |            | 82           | 82           |                               |                               |                               |                               | 4 septembre | 4 septembre | 4 septembre | 4 septembre |
|  | A3               | Japon            | 24               | 24               |            |            |              |              |                               |                               |                               |                               | 4 septembre | 4 septembre | 4 septembre | 4 septembre |
|  | A3               | Japon            | 24               | 24               | Pays-Bas   | Pays-Bas   | 50           | 50           |                               |                               |                               |                               |             |             |             |             |
|  | 31 août          |                  |                  |                  | Pays-Bas   | Pays-Bas   | 50           | 50           |                               |                               |                               |                               |             |             |             |             |
|  |                  |                  | Chine            | Chine            | 31         | 31         |              |              |                               |                               |                               |                               |             |             |             |             |
|  | A2               | Canada           | Chine            | Chine            | 31         | 31         | 48           | 48           |                               |                               |                               |                               |             |             |             |             |
|  | A2               | Canada           |                  |                  |            |            |              |              |                               |                               |                               |                               |             |             |             |             |
|  | B3               | États-Unis       | 63               | 63               |            |            |              |              |                               |                               |                               |                               |             |             |             |             |
|  | B3               | États-Unis       | 63               | 63               | États-Unis | États-Unis | 36           | 36           | Match pour la troisième place | Match pour la troisième place | Match pour la troisième place | Match pour la troisième place |             |             |             |             |
|  | 31 août          |                  |                  |                  | États-Unis | États-Unis | 36           | 36           | Match pour la troisième place | Match pour la troisième place | Match pour la troisième place | Match pour la troisième place |             |             |             |             |
|  |                  |                  | Chine            | Chine            | 41         | 41         |              |              | 4 septembre                   | 4 septembre                   | 4 septembre                   | 4 septembre                   |             |             |             |             |
|  | B1               | Chine            | Chine            | Chine            | 41         | 41         | 47           | 47           | 4 septembre                   | 4 septembre                   | 4 septembre                   | 4 septembre                   |             |             |             |             |
|  | B1               | Chine            |                  |                  |            |            |              | 47           |                               |                               | Allemagne                     | Allemagne                     | 51          | 51          |             |             |
|  | A4               | Grande-Bretagne  | 33               | 33               |            |            |              |              |                               |                               | Allemagne                     | Allemagne                     | 51          | 51          |             |             |
|  | A4               | Grande-Bretagne  | 33               | 33               | États-Unis | États-Unis | 64           | 64           |                               |                               |                               |                               |             |             |             |             |
|  |                  |                  |                  |                  |            |            |              |              |                               |                               |                               |                               |             |             |             |             |

|  | 5e place    |    |
|  |             |    |
|  | 3 septembre |    |
|  |             |    |
|  | Japon       | 49 |
|  | Japon       | 49 |
|  | Canada      | 68 |
|  | Canada      | 68 |

|  | 7e place        |    |
|  |                 |    |
|  | 2 septembre     |    |
|  |                 |    |
|  | Espagne         | 43 |
|  | Espagne         | 43 |
|  | Grande-Bretagne | 62 |
|  | Grande-Bretagne | 62 |

|  | 9e place  |    |
|  |           |    |
|  | 31 août   |    |
|  |           |    |
|  | Australie | 71 |
|  | Australie | 71 |
|  | Algérie   | 32 |
|  | Algérie   | 32 |

### Match de classement pour les places 9 et 10
Les équipes éliminées au tour préliminaire (ayant terminé cinquièmes de leurs groupes respectifs) s'affrontent en un match de classement direct.
9e place
| 31 août 2021 9h00 | Rapport | Australie                                           | 71-32                    | Algérie                                                            |  | Ariake Arena Tokyo |
| 31 août 2021 9h00 | Rapport | Score par quart-temps : 27-8, 15-9, 17-7, 12-8      |                          |                                                                    |  | Ariake Arena Tokyo |
| 31 août 2021 9h00 | Rapport | Score par mi-temps : 42-17, 29-15                   |                          |                                                                    |  | Ariake Arena Tokyo |
| 31 août 2021 9h00 | Rapport | Amber Merritt, 27 Amber Merritt, 8 Amber Merritt, 5 | Points Rebonds Passes d. | Nourhane Boublal, 9 Zairi, Boublal, 6 Khemgani, Zairi, Abdelali, 3 |  | Ariake Arena Tokyo |

### Quarts de finale
| 31 août 2021 12h30 | Rapport | Canada                                                     | 48-63                    | États-Unis                                                     |  | Ariake Arena Tokyo |
| 31 août 2021 12h30 | Rapport | Score par quart-temps : 10-12, 13-21, 9-12, 16-18          |                          |                                                                |  | Ariake Arena Tokyo |
| 31 août 2021 12h30 | Rapport | Score par mi-temps : 23-33, 25-30                          |                          |                                                                |  | Ariake Arena Tokyo |
| 31 août 2021 12h30 | Rapport | Arinn Young, 11 Kathleen Dandeneau, 13 Young, Dandeneau, 6 | Points Rebonds Passes d. | Rose Hollermann, 19 Schneider, Hollermann, 9 Courtney Ryan, 13 |  | Ariake Arena Tokyo |

| 31 août 2021 15h00 | Rapport | Allemagne                                             | 57-33                    | Espagne                                          |  | Ariake Arena Tokyo |
| 31 août 2021 15h00 | Rapport | Score par quart-temps : 16-13, 8-6, 19-5, 14-9        |                          |                                                  |  | Ariake Arena Tokyo |
| 31 août 2021 15h00 | Rapport | Score par mi-temps : 24-19, 33-14                     |                          |                                                  |  | Ariake Arena Tokyo |
| 31 août 2021 15h00 | Rapport | Katharina Lang, 14 Mareike Miller, 10 Miller, Lang, 7 | Points Rebonds Passes d. | Virginia Pérez, 13 Isabel Lopez, 9 Sonia Ruiz, 5 |  | Ariake Arena Tokyo |

| 31 août 2021 18h15 | Rapport | Chine                                          | 47-33                    | Grande-Bretagne                                   |  | Ariake Arena Tokyo |
| 31 août 2021 18h15 | Rapport | Score par quart-temps : 14-5, 13-9, 11-10, 9-9 |                          |                                                   |  | Ariake Arena Tokyo |
| 31 août 2021 18h15 | Rapport | Score par mi-temps : 27-14, 20-19              |                          |                                                   |  | Ariake Arena Tokyo |
| 31 août 2021 18h15 | Rapport | Lin Suiling, 13 Lyu Guidi, 14 Lin Suiling, 10  | Points Rebonds Passes d. | Helen Freeman, 10 Helen Freeman, 10 Robyn Love, 3 |  | Ariake Arena Tokyo |

| 31 août 2021 20h45 | Rapport | Pays-Bas                                       | 82-24                    | Japon                                                |  | Ariake Arena Tokyo |
| 31 août 2021 20h45 | Rapport | Score par quart-temps : 28-6, 18-6, 20-8, 16-4 |                          |                                                      |  | Ariake Arena Tokyo |
| 31 août 2021 20h45 | Rapport | Score par mi-temps : 46-12, 36-12              |                          |                                                      |  | Ariake Arena Tokyo |
| 31 août 2021 20h45 | Rapport | Mariska Beijer, 38 Bo Kramer, 17 Bo Kramer, 9  | Points Rebonds Passes d. | Quatre joueuses, 4 Chihiro Kitada, 6 Mari Amimoto, 6 |  | Ariake Arena Tokyo |

### Matchs de classement pour les places 5 à 8
Les équipes éliminées en 1/4 de finale sont reversées dans ce tableau qui attribue les places de 5 à 8.
7e place
| 2 septembre 2021 14h45 | Rapport | Espagne                                               | 43-62                    | Grande-Bretagne                                  |  | Ariake Arena Tokyo |
| 2 septembre 2021 14h45 | Rapport | Score par quart-temps : 8-22, 13-11, 8-20, 14-9       |                          |                                                  |  | Ariake Arena Tokyo |
| 2 septembre 2021 14h45 | Rapport | Score par mi-temps : 21-33, 22-29                     |                          |                                                  |  | Ariake Arena Tokyo |
| 2 septembre 2021 14h45 | Rapport | Isabel Lopez, 13 Virginia Pérez, 9 Beatriz Zudaire, 4 | Points Rebonds Passes d. | Amy Conroy, 22 Helen Freeman, 6 Helen Freeman, 9 |  | Ariake Arena Tokyo |

5e place
| 3 septembre 2021 14h45 | Rapport | Japon                                               | 49-68                    | Canada                                             |  | Ariake Arena Tokyo |
| 3 septembre 2021 14h45 | Rapport | Score par quart-temps : 4-22, 13-16, 14-19, 18-11   |                          |                                                    |  | Ariake Arena Tokyo |
| 3 septembre 2021 14h45 | Rapport | Score par mi-temps : 17-38, 32-30                   |                          |                                                    |  | Ariake Arena Tokyo |
| 3 septembre 2021 14h45 | Rapport | Chihiro Kitada, 20 Chihiro Kitada, 8 Ikumi Fujii, 7 | Points Rebonds Passes d. | Rosalie Lalonde, 20 Arinn Young, 13 Arinn Young, 8 |  | Ariake Arena Tokyo |

### Demi-finales
| 2 septembre 2021 18h15 | Rapport | Allemagne                                              | 42-52                    | Pays-Bas                                               |  | Ariake Arena Tokyo |
| 2 septembre 2021 18h15 | Rapport | Score par quart-temps : 12-16, 13-10, 11-9, 6-17       |                          |                                                        |  | Ariake Arena Tokyo |
| 2 septembre 2021 18h15 | Rapport | Score par mi-temps : 25-26, 17-26                      |                          |                                                        |  | Ariake Arena Tokyo |
| 2 septembre 2021 18h15 | Rapport | Katharina Lang, 18 Katharina Lang, 8 Katharina Lang, 5 | Points Rebonds Passes d. | Mariska Beijer, 30 Mariska Beijer, 19 Jitske Visser, 6 |  | Ariake Arena Tokyo |

| 2 septembre 2021 20h45 | Rapport | États-Unis                                                    | 36-41                    | Chine                                        |  | Ariake Arena Tokyo |
| 2 septembre 2021 20h45 | Rapport | Score par quart-temps : 9-6, 6-14, 8-7, 13-14                 |                          |                                              |  | Ariake Arena Tokyo |
| 2 septembre 2021 20h45 | Rapport | Score par mi-temps : 15-20, 21-21                             |                          |                                              |  | Ariake Arena Tokyo |
| 2 septembre 2021 20h45 | Rapport | Rose Hollermann, 13 Natalie Schneider, 10 Hollermann, Ryan, 5 | Points Rebonds Passes d. | Zhang Tonglei, 13 Lyu, Lin, 8 Lin Suiling, 5 |  | Ariake Arena Tokyo |

### Match pour la médaille de bronze
| 4 septembre 2021 17h45 | Rapport | Allemagne                                               | 51-64                    | États-Unis                                                   |  | Ariake Arena Tokyo |
| 4 septembre 2021 17h45 | Rapport | Score par quart-temps : 13-20, 12-11, 14-13, 12-20      |                          |                                                              |  | Ariake Arena Tokyo |
| 4 septembre 2021 17h45 | Rapport | Score par mi-temps : 25-31, 26-33                       |                          |                                                              |  | Ariake Arena Tokyo |
| 4 septembre 2021 17h45 | Rapport | Mareike Miller, 26 Katharina Lang, 11 Mareike Miller, 8 | Points Rebonds Passes d. | Lindsey Zurbrugg, 22 Rose Hollermann, 12 Rose Hollermann, 10 |  | Ariake Arena Tokyo |

### Finale
| 4 septembre 2021 20h00 | Rapport | Pays-Bas                                        | 50-31                    | Chine                                            |  | Ariake Arena Tokyo |
| 4 septembre 2021 20h00 | Rapport | Score par quart-temps : 9-12, 12-2, 12-6, 17-11 |                          |                                                  |  | Ariake Arena Tokyo |
| 4 septembre 2021 20h00 | Rapport | Score par mi-temps : 21-14, 29-17               |                          |                                                  |  | Ariake Arena Tokyo |
| 4 septembre 2021 20h00 | Rapport | Bo Kramer, 15 Bo Kramer, 9 Visser, Kramer, 5    | Points Rebonds Passes d. | Lin Suiling, 9 Zhang Xuemei, 11 Zhang Tonglei, 5 |  | Ariake Arena Tokyo |

## Classement final
| Rang | Équipe          | J | V | D |
| ---- | --------------- | - | - | - |
| 1    | Pays-Bas        | 7 | 6 | 1 |
| 2    | Chine           | 7 | 6 | 1 |
| 3    | États-Unis      | 7 | 4 | 3 |
| 4    | Allemagne       | 7 | 5 | 2 |
| 5    | Canada          | 6 | 4 | 2 |
| 6    | Japon           | 6 | 2 | 4 |
| 7    | Grande-Bretagne | 6 | 2 | 4 |
| 8    | Espagne         | 6 | 1 | 5 |
| 9    | Australie       | 5 | 1 | 4 |
| 10   | Algérie         | 5 | 0 | 5 |